# Station Koszalin Wąskotorowy
Station Koszalin Wąskotorowy was een spoorwegstation in de Poolse plaats Koszalin voor het smalspoor naar Bobolice.